# Palazzo Rosa
Palazzo Rosa è uno storico ed elegante edificio residenziale di Catania, situato in via VI Aprile, nei pressi della stazione Centrale e della Fontana di Proserpina.

## Storia
Fu costruito intorno al 1903-1905 da un progetto ambizioso dell'ingegnere Fabio Majorana (1875-1934).